# Centrotextil Beograd
Centrotextil Beograd (ancien code BELEX : CNTX) est une entreprise serbe qui a son siège social à Belgrade, la capitale de la Serbie. Elle travaille dans le secteur du commerce, notamment celui des vêtements.

## Histoire
Centrotextil Beograd a été admise au marché non réglementé de la Bourse de Belgrade le 10 août 2007 ; elle a été exclue le 1er février 2013.

## Activités
Centrotextil vend des vêtements et des accessoires de mode. La société distribue les marques Veronica Damaniani (vêtements pour femmes), List Roma (vêtements pour femmes, sacs à main, etc.), Anna Rita N (vêtements), Luciano Padovan (chaussures, sacs à main).

## Données boursières
Le 1er février 2013, date de sa dernière cotation, l'action de Centrotextil Beograd valait 1 500 RSD (13,40 EUR),. Elle a connu son cours le plus élevé, soit 1 500 RSD (13,40 EUR), le 28 mars 2008 et son cours le plus bas, soit 805 RSD (7,19 EUR), le 21 août 2007.